# Coll d'Umbrail
El Coll d'Umbrail (2.501 metres) és un port de muntanya a la frontera suís-italiana que connecta Santa Maria a la Val Müstair amb Bormio a la Vall d'Adda. En el costat italià, connecta amb la carretera del pas de l'Stelvio. És actualment la carretera pavimentada més alta de Suïssa. El coll rep el nom del Piz Umbrail, un pic de muntanya proper.
Tot i que el senyal dalt del port indica una altitud de 2.503 m per sobre el nivell del mar, el nivell de referència d'altitud suïssa ha canviat, sent-ne 2.501 m el valor correcte segons els mètodes actuals.
La carretera és enterament asfaltada d'ençà 2015. L'última part per pavimentar era un tram d'1.5 km al costat suís entre 1.883 i 2.012 m. El Giro d'Italia de 2017 va passar pel coll d'Umbrail durant l'etapa de Rovetta a Bormio.